# Martino Zaccaria

Herb rodziny Zaccaria

Martino Zaccaria (zm. 17 stycznia 1345) – trzeci genueński władca Chios w latach 1314-1329. 

## Życiorys
Był synem Paleologa Zaccarii. Zaccaria przyjął tytuł "króla i despoty w Azji Mniejszej". Kiedy Benedykt II Zaccaria, wywłaszczony przez brata, przybył do Konstantynopola cesarz Andronik III wykorzystał to jako pretekst do interwencji. W 1329  podburzył Greków na Chios, zorganizował wyprawę morską i przywrócił zwierzchność bizantyńską. Kolejne lata Martino spędził jako dwóch baronii w Księstwie Achai. Zginął podczas walk o Smyrnę w 1345. Jego synami byli:
- Bartolommeo Zaccaria (zm. 1334), Markiz Bodonitzy
- Centurion I Zaccaria (zm. 1382), baron w Księstwie Achai